# رضا کلهر
رضا کلهر (زاده ۱۳۸۳) تکواندوکار ایرانی و دارندهٔ نشان برنز قهرمانی جهان (مکزیک) در سال ۲۰۲۲ است.